# Terrell Suggs
Terrell Raymonn Suggs (Minneapolis, Minnesota, Estados Unidos; 11 de octubre de 1982), más conocido simplemente como Terrell Suggs, es un exjugador profesional de fútbol americano. Jugaba en la posiciones de linebacker y defensive end.
Suggs jugó al football universitario en los Arizona State Sun Devils y fue elegido por los Baltimore Ravens en la primera ronda del Draft de 2003.

## Carrera

### Universidad
Suggs decidió asistir a la Universidad Estatal de Arizona , donde jugó de ala defensiva para el entrenador Bruce Snyder en 2000 y con el entrenador Dirk Koetter en Universidad Estatal de Arizona en 2001 a 2002. Terminó su carrera con 163 tacleadas, incluyendo una la escuela, su récord es 65.5 tacleadas para pérdida, y 44 capturas , 14 balones sueltos forzados, 3 balones sueltos recuperados, 2 interceptaciones y 9 pases desviados. En la NCAA tuvo una temporada récord con 24 capturas en el 2002. Después de su temporada júnior en el 2002, fue seleccionado en el primer equipo All-Pac-10 y el Pac-10 Jugador Defensivo del Año, y fue reconocido como una decisión unánime en el primer equipo de All-American .

### NFL

#### Baltimore Ravens
Suggs fue seleccionado por los Baltimore Ravens 10a global en el Draft 2003 de la NFL , convirtiéndose en uno de los más jóvenes jugadores defensivos en tan solo 20 años de edad hasta que el tackle defensivo Amobi Okoye fue seleccionado por Houston Texans a los 19 años en el 2007.
Junto con varios novatos que se esperaba que fueran de primera ronda como Carson Palmer , Suggs apareció en comerciales para Madden NFL 2004 durante la emisión del borrador. Todos estos anuncios se ofrecen a los novatos haciendo tareas para un veterano apoyador de los Ravens, Ray Lewis , futuro compañero de Suggs. En su anuncio, Lewis tenía Suggs llevando sus maletas desde el campo hasta el vestuario.
Suggs disfruto de un éxito inmediato como novato en el 2003 cuando empató un récord de la NFL mediante capturas en cada uno de sus primeros cuatro partidos. Terminó la temporada con 27 tacleadas (19 en solitario), 12 capturas (registro de un novato franquicia de los Ravens), 6 balones sueltos forzados, 2 desvíos de paso y 1 interceptacion , lo que le valió Novato Defensivo del Año , mientras que solo juego un solo partido de titular ese año.
La temporada siguiente, en 2004 fue elegido para su primer Pro Bowl con él registró de 10.5 capturas y 60 tacleadas (45 en solitario).

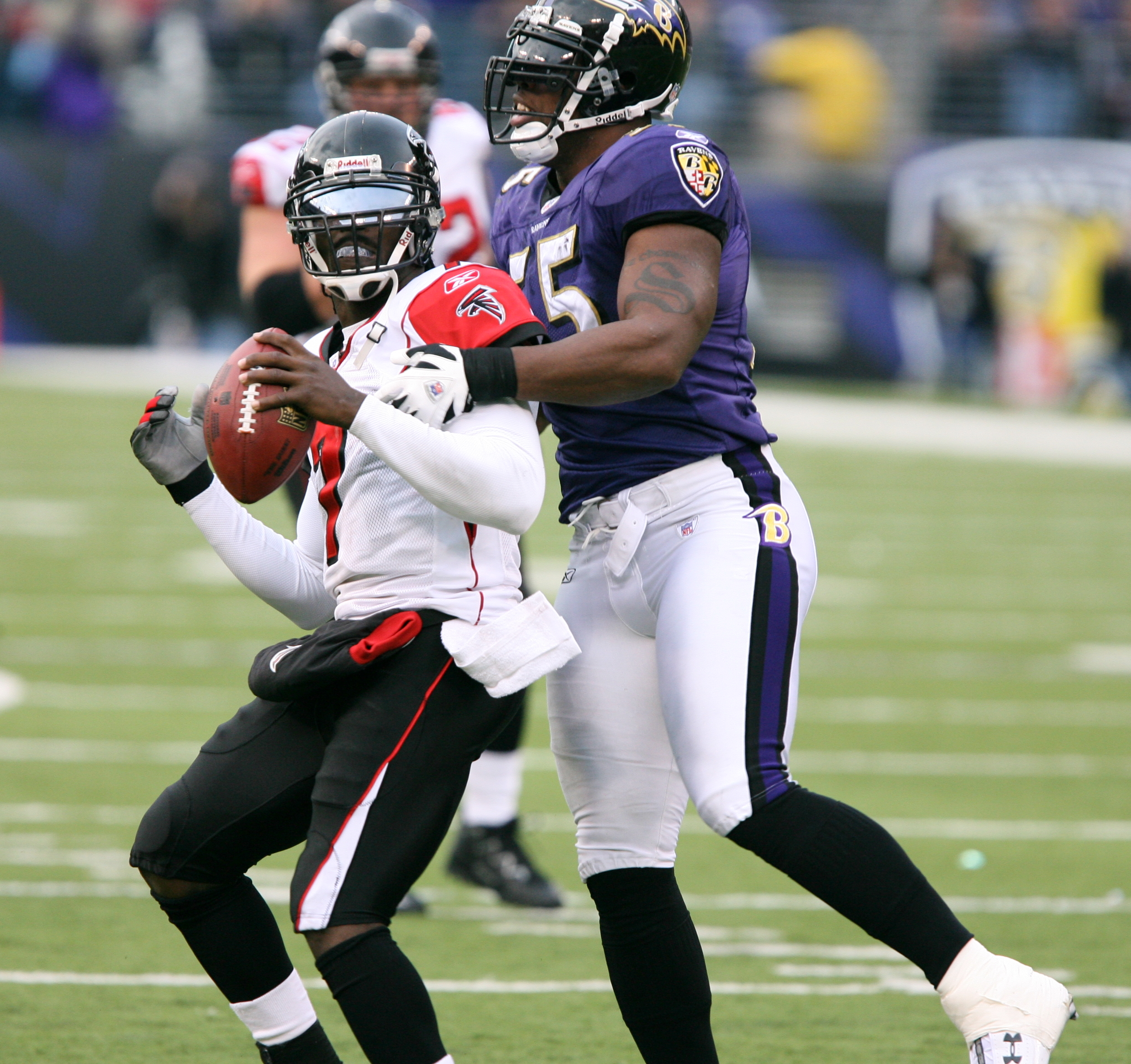
Suggs (derecha) y Michael Vick de los Atlanta Falcons el 2006.

En 2005 el nuevo coordinador defensivo de los Ravens , Rex Ryan , hijo del famoso coordinador defensivo Buddy Ryan trasladó a Suggs de apoyador externo a ala defensiva en muchos de los esquemas defensivos. A pesar de registrar una baja en sus registros en capturas, Suggs también establecer nuevos registros en su carrera con 69 tacleadas (46 en solitario) y con 2 intercepciones.
En 2006 Suggs formó parte de la mejor defensa de la NFL, permitiendo bajo 12,6 puntos por partido. Él registró 64 tacleadas (46 en solitario), 9.5 capturas establece siendo un nuevo récord personal en desviaciones de pase con 8. Después de la temporada fue elegido al Pro Bowl por segunda vez. Él fue importante para que los ravens obtuvieran un registro de 13-3. Para la temporada Suggs fue titular en nueve juegos como ala defensiva derecha de los Ravens (esquema 4-3) y siete juegos de apoyador (esquema 3-4). Suggs también ganó la atención por su estilo de juego vistoso, "Suggs ha evolucionado en uno de los mejores cazamariscales de la liga"

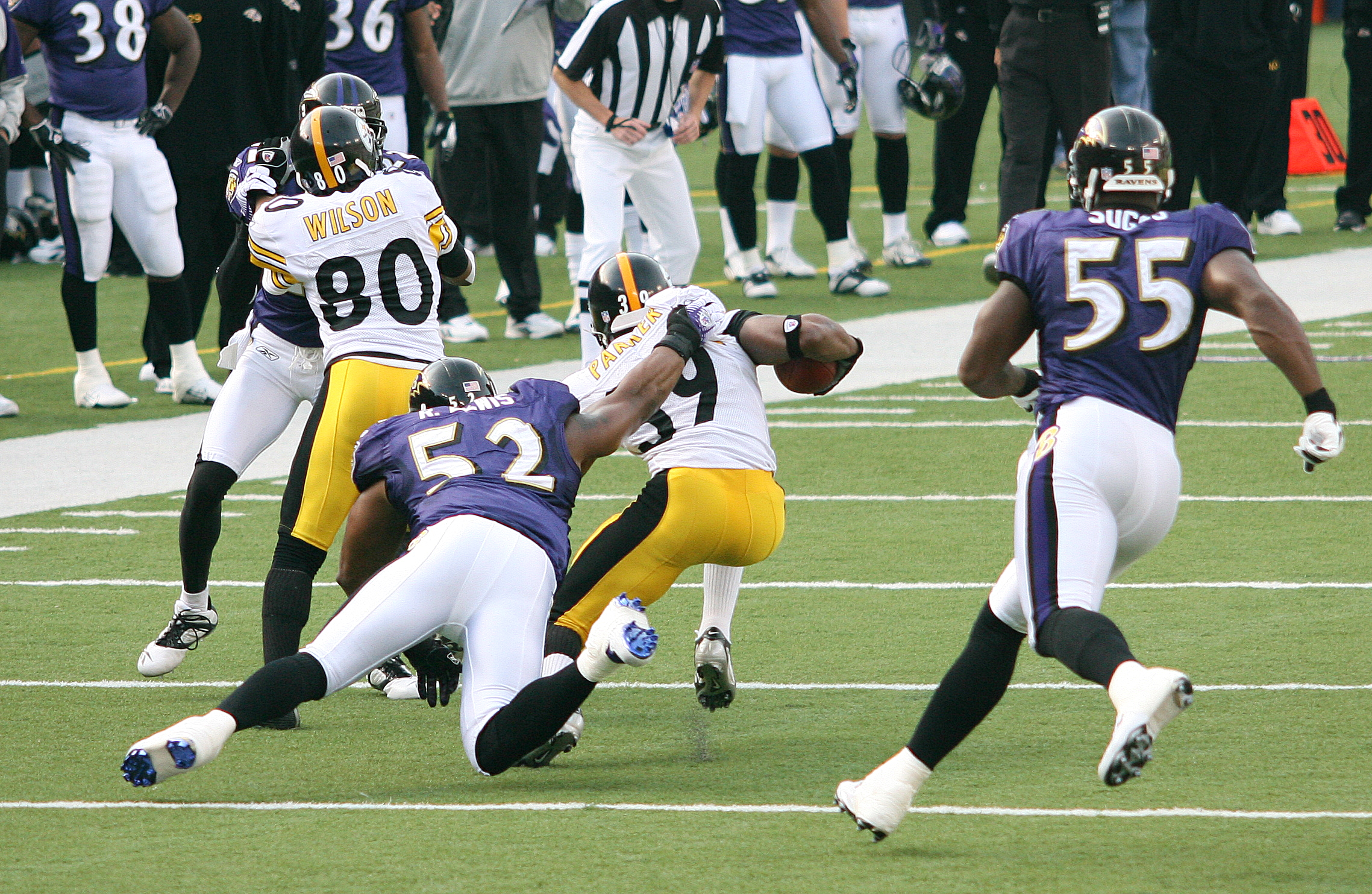
Suggs (55) y Ray Lewis (52) jugando contra Pittsburgh Steelers in 2006.

La siguiente temporada en 2007 Suggs hizo 80 tackles (52 en solitario) y cinco capturas, mientras él y los Ravens cayeron en un récord de 5-11. Al igual que la temporada anterior Suggs fue ala defensiva / apoyador, jugando 50 por ciento de apoyador como ala defensiva en la defensa de Ravens.
El 19 de febrero de 2008, los Ravens lo etiquetaron a Suggs jugador franquicia . Inicialmente se presentó una queja porque el equipo le había designado como LB con la etiqueta de jugador franquicia en lugar de un DE, lo que resultó en una diferencia monetaria de alrededor de $ 800.000. A pesar de no estar contento con la etiqueta de jugador franquicia, Suggs informó que fuera de temporada iba a participar en mini-campos para practicar con el equipo. El 13 de mayo de 2008, llegó a un acuerdo con el equipo de dividir la diferencia en las cantidades de etiqueta de franquicia a LB y DE y soltar su queja.
En la semana 7 de la temporada 2008 de la NFL Terrell Suggs interceptó un pase de Chad Pennington de los Miami Dolphins y lo devolvió 44 yardas para un touchdown , el primero de su carrera profesional. Dos semanas más tarde interceptado Derek Anderson de los Cleveland Browns para un touchdown. Al final de la temporada, fue nombrado a su tercer Pro Bowl después de producir 68 tacleadas (53 en solitario), 2 balones sueltos forzados y 8 capturas junto con los 2 interceptaciones, 9 pases desviados y 2 touchdowns tuvo nuevo récord personal en su carrera. Durante los playoffs de la NFL 2008-09 Suggs registrado capturas en los tres juegos de  postemporada de los Ravens, incluyendo dos en el partido del campeonato de la AFC ante Ben Roethlisberger.

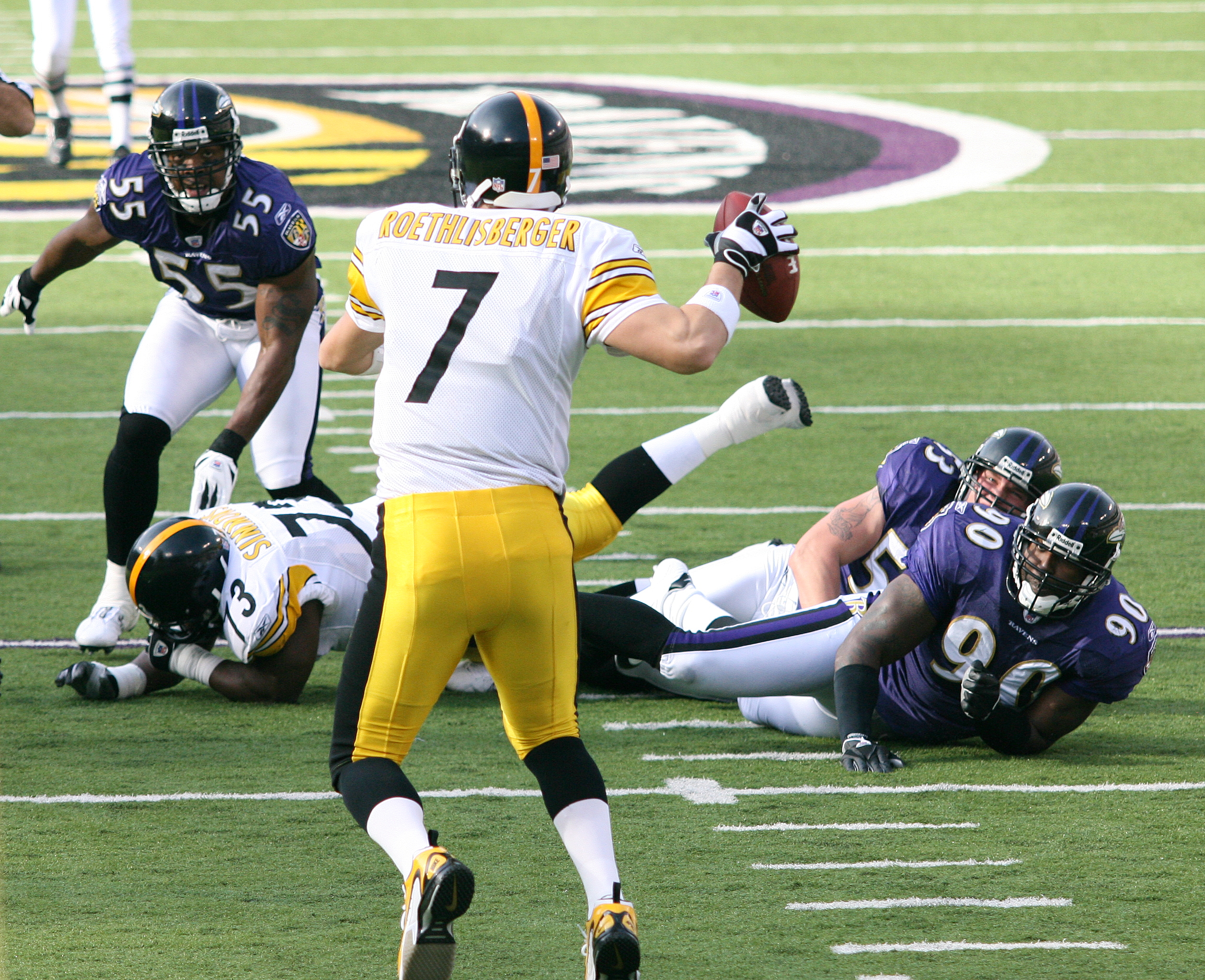
Suggs (55) presionando a Ben Roethlisberger el 2006. Trevor Pryce #90.

El 18 de febrero de 2009, fue etiquetado una vez, mas jugador franquicia por los Ravens. El 15 de julio de 2009, los Ravens firmaron por un contrato de 6 años y 62,5 millones dólares. Su dinero extra ($ 33,1 millones) se lo más alto pagado en la historia el linebacker de NFL.
La temporada 2009 no fue tan productiva para Suggs registrando un récord bajo en capturas con un 4,5. Jugando por encima de su peso normal, también se perdió los primeros tres partidos de su carrera debido a una lesión después de que quarterback Brady Quinn cayera en sus piernas después de que Esquinero Chris Carr interceptó un pase. En el juego de playoff contra New England Patriots , Suggs capturó a Tom Brady y forzó un balón suelto antes de recuperar el balón en la serie inicial de los Patriots, ayudando a los Ravens finalmente ganar 33-14.
En 2010, Suggs tuvo 68 tacleadas (53 en solitario), 11.5 capturas, 2 balones sueltos forzados y 2 pases desviados. En la victoria de la eliminatoria  a Kansas City Chiefs en la ronda de comodines, hizo cuatro tacleadas (todas solo) y 2 capturas. En contra de los Pittsburgh Steelers en la ronda divisional de playoffs, registró 6 tackles (5 solo), un récord personal de 3 capturas y un balón suelto forzado que fue recuperada y devuelta para touchdown por su compatriota DE Cory Redding.

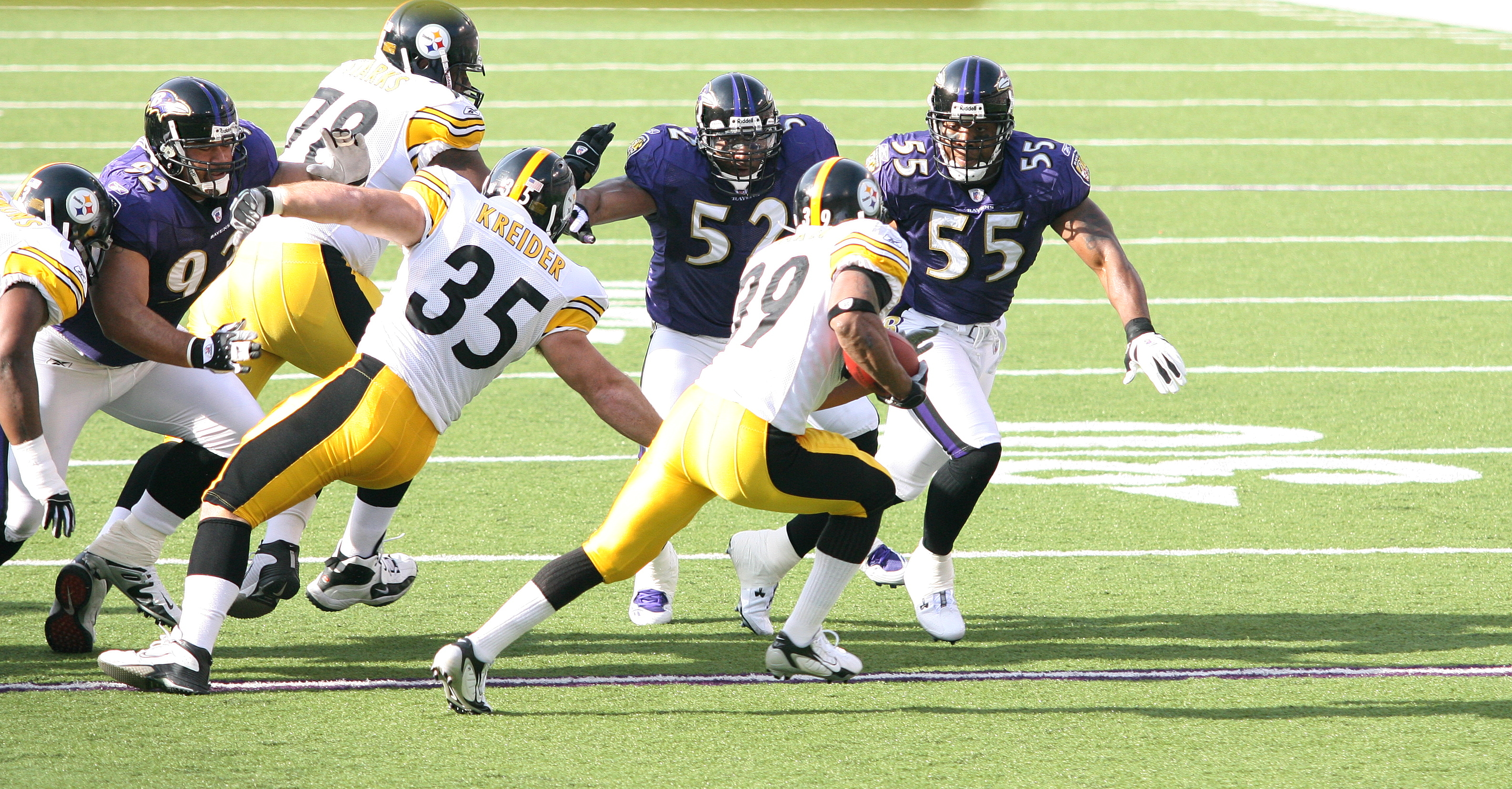
De izquierda a derecha: Haloti Ngata, Lewis, y Suggs presionando a Willie Parker de los Steelers el 2006.

La temporada 2011 fue una de las mejores para Suggs. Fue seleccionado para el Pro Bowl 2012 en Hawái y el All Pro Team en 2011. Además, fue galardonado con el Jugador Defensivo del AFC del mes de diciembre de 2011.
El 16 de enero de 2012, fue anunciado que Suggs fue nombrado Pro Football Weekly Jugador Defensivo del Año. Al día siguiente, fue nombrado por la NFL , 101 Defensivo del Año, votado por 101 nacional Medios de comunicación.
El 4 de febrero de 2012, fue anunciado que Suggs fue nombrada la AP Jugador Defensivo del Año en la temporada 2011 . Suggs había registrado 14 capturas, 7 balones sueltos forzados y 2 interceptaciones en la campaña 2011. Él ganó al segundo que más votado que fue Jared Allen de 7 votos.
Durante la temporada baja 2012, Suggs se desgarró el tendón de Aquiles mientras jugaba baloncesto supuestamente. Aunque Suggs y su agente han afirmado que fue herido mientras hacía ejercicios de acondicionamiento el Propietario Steve Bisciotti  declaró que no era asunto donde le dolía y los Ravens no tratará de evitar el pago de lo que su contrato. Algunos expertos médicos creen que la lesión Suggs 'debería obligar a que se perdiera la temporada 2012 de la NFL , pero Suggs ha afirmado que volverá en noviembre de 2012. En 20 de octubre de 2012 , Suggs fue retirado de la lista de inhabilitado, lo que le permitió jugar el 21 de octubre contra los Houston Texans . Suggs ha sido el primer jugador en la NFL en recuperarse tan rápido de una lesión grave. Suggs retorno sorprendió a muchos, ya que terminó el partido con cuatro tackles (3 solo), un pase defendido y una captura , a menos de 5 meses y medio después de someterse a una cirugía de Aquiles.

#### Arizona Cardinals
El 3 de febrero de 2013 los Baltimore Ravens derrotaron a San Francisco 49ers en la final del Super Bowl XLVII por 34-31.